# Hnúšťa
Hnúšťa (węg. Nyustya) – miasto na Słowacji w kraju bańskobystrzyckim, w powiecie Rymawska Sobota. W 2011 roku liczyło 7781 mieszkańców.